# Gaea (trilogie)
Trilogia Gaea este formată din trei romane științifico-fantastice ale autorului american John Varley. Acestea descriu întâlnirea omenirii cu o ființă vie pe orbită în jurul planetei Saturn și având forma unui tor Stanford cu un diametru de 1300 km, locuită de mai multe specii extraterestre, mai ales de ființe asemănătoare centaurilor - denumite Titanide.
Romanele sunt:
- Titan (1979)
  - Nominalizare la Premiul Nebula, 1979;[1] Nominalizare la Premiul Hugo, câștigător al Premiului Locus, 1980[2]
- Wizard (1980)
  - Nominalizare la Premiile Hugo și Locus, 1981[3]
- Demon (1984)
  - Nominalizare la Premiul Locus Award, 1985[4]

## Vezi și
- Titan în ficțiune